# Fieni
Fieni város Dâmbovița megyében, Munténiában, Romániában.

## Fekvése
A Ialomița folyó mentén helyezkedik el.

## Történelem
Első írásos említése 1532-ből való.
1865-1923 között közigazgatásilag Moțăieni község része.
1923-1950 között saját polgármesteri hivatala van.
1950-1968 munkásközponti címet kap.
Városi rangot 1968-ban kapott.

## Népesség
A település lakosságának alakulása:
- 1977 - 6325 lakos
- 1992 - 8260 lakos
- 2002 - 7701 lakos

## Látnivalók
- Ortodox templom, melyet 1804-ben építettek, 1999-ben felújították. A helyén 1661-től egy fából készült templom állt, melynek kőből készült keresztje az új templom udvarán áll.
- Az I. világháború román katonai áldozatainak emlékműve.

## Gazdaság
Cementgyárát 2002-ben privatizálták, a német HeidelbergCement tulajdonába került.

## Sport
Labdarúgócsapata a Cimentul Fieni, 1936-ban alapították, jelenleg a román „Divízió C” osztályban szerepel.

## Híres emberek
- Mihail Lupescu - 1914-ben alapította a város cementgyárát

## Külső hivatkozások
- A város honlapja